# فرانسيسكو بوليني
فرانسيسكو بوليني (مواليد 1888) هو مبارز بالسيف أرجنتيني، مثّل بلاده في الألعاب الأولمبية الصيفية 1924.

## روابط خارجية
فرانسيسكو بوليني على موقع أوليمبيديا (الإنجليزية)